# Мартін Акоста-і-Лара
Мартін Акоста-і-Лара (ісп. Martín Acosta y Lara, 12 березня 1925 — 5 січня 2005) — уругвайський баскетболіст.
Бронзовий призер Олімпійських Ігор 1952 року, учасник 1948 року.